# Centre universitaire méditerranéen
Pour les articles homonymes, voir CUM.
Le Centre universitaire méditerranéen (CUM) est un établissement municipal niçois qui accueille le grand public pour des conférences, concerts, colloques, tables rondes, expositions ainsi que des animations pour enfants et adolescents. Il est situé au numéro 65 de la promenade des Anglais.

## Historique
La création politique et administrative du Centre universitaire méditerranéen a lieu en 1933, avec l'action décisive combinée de deux hommes : le  maire de Nice Jean Médecin (1890-1965), et le ministre de l'Éducation nationale Anatole de Monzie. Pour le maire de Nice, il s'agit de renouer avec la vocation universitaire de Nice : cette vocation s'est étiolée durant la Restauration sarde (1814-1860) avant de disparaître tout à fait après l'annexion française de 1860. Le 18 février 1933, le décret ministériel qui entérine la création du CUM est publié. Il précise que l'établissement est un institut d'université créé à Nice par l'université d'Aix-Marseille. Une annexe en précise le règlement et prévoit son fonctionnement et ses institutions.
Le dimanche 18 juin 1933, le conseil de perfectionnement du CUM se réunit à nouveau. Le maire de Nice propose Paul Valéry de l'Académie française comme administrateur et Maurice Mignon comme directeur. Paul Valéry présente un projet visant à réaliser « une politique de l'esprit » à Nice grâce au CUM. Celui-ci envisage une inauguration au printemps 1934 mais c'est finalement le 1er avril 1935 qu'aura lieu l’inauguration des locaux du 65, promenade des Anglais lors des assises de la Société des Nations. C'est d'ailleurs en son hommage qu'un portrait de Paul Valéry exécuté par Cyril de La Patellière est accroché dans le bâtiment. Une nouvelle inauguration d'envergure a lieu le 6 juin 1937 lors de la visite à Nice du président de la République Albert Lebrun. Successeur de Paul Valéry, l’académicien Émile Henriot (1889-1961) dira que le CUM est l'« équivalent méditerranéen d'un petit Collège de France ». Le CUM est jusqu'en 1965 un espace intellectuel et culturel. Il sert ensuite à l'installation de la nouvelle université niçoise, avant de redevenir, aujourd'hui, un centre d'échanges et d'expression. 
Dernièrement, le CUM fut dirigé par Martine Daugreilh, par ailleurs directrice générale adjointe du développement culturel de la mairie de Nice. Aujourd’hui, le directeur est Cathie Kosanic et le directeur de la programmation est l'écrivain Carine Marret.

## Bâtiment

### Caractéristiques
Le CUM a été construit à proximité immédiate de la villa, aujourd'hui détruite, des parents de la diariste et peintre Marie Bashkirtseff (1858-1884) ; l'arbre du jardin de cette ancienne villa qui ombrageait la façade du CUM a dû être scié.
L'inscription en latin DOMINABITVR A MARI VSQVE AD MARE (avec l’indication : PS. LXXI V. VIII), « Qu’il domine d’une mer à l’autre mer », figure sur sa façade. A mari usque ad mare (De la mer à la mer) est tirée du psaume 72 (psaume 71 (LXXI) dans la Bible en latin) du livre des Psaumes de la Bible. C'est aussi la devise du Canada.

### Usages
À partir de décembre 2010, c'est dans le bâtiment du Centre universitaire méditerranéen que se réunissait le conseil communautaire de la communauté urbaine Nice Côte d'Azur. Depuis la création de la métropole Nice Côte d'Azur, il accueille les séances bimestrielles du conseil métropolitain.